# Еркинов, Байназар
Байназа́р Ерки́нов (1890, Аулиеатинский уезд, Сырдарьинская область, Туркестанский край, Российская империя — неизвестно, Джамбулская область, Казахская ССР) — старший чабан колхоза «Уч-Арал» Таласского района Джамбулской области, Казахская ССР. Герой Социалистического Труда (1949).

## Биография
Родился в 1890 году в крестьянской семье в одном из сельских населённых пунктов Аулеатинского уезда. С раннего возраста трудился в сельском хозяйстве. Во время коллективизации вступил в колхоз «Уч-Арал» (в последующем — совхоз «Тогускен») Таласского района. Трудился чабаном, в послевоенное время назначен старшим чабаном.
В 1947 году вырастил 540 ягнят от 400 курдючных овцематок. Средний вес к отбивке составил 40 килограммов. Указом Президиума Верховного Совета СССР от 23 июля 1948 года удостоен звания Героя Социалистического Труда за «получение высоких урожаев сахарной свёклы и табака в 1948 году» с вручением ордена Ленина и золотой медали «Серп и Молот» (№ 2515).
В последующем показывал высокие трудовые результаты в овцеводстве. С 1956 года — рабочий совхоза «Тогускен» до выхода на пенсию в 1959 году. Проживал в Джамбулской области. Дата смерти не установлена.